# Reisseronia tschetverikovi
Reisseronia tschetverikovi är en fjärilsart som beskrevs av Solanikov 1990. Reisseronia tschetverikovi ingår i släktet Reisseronia och familjen säckspinnare. Inga underarter finns listade.